# Province de Buriram
Buriram (en thaï : บุรีรัมย์) est une province (changwat) de Thaïlande.
Elle est située dans le nord-est du pays. Sa capitale est la ville de Buriram.

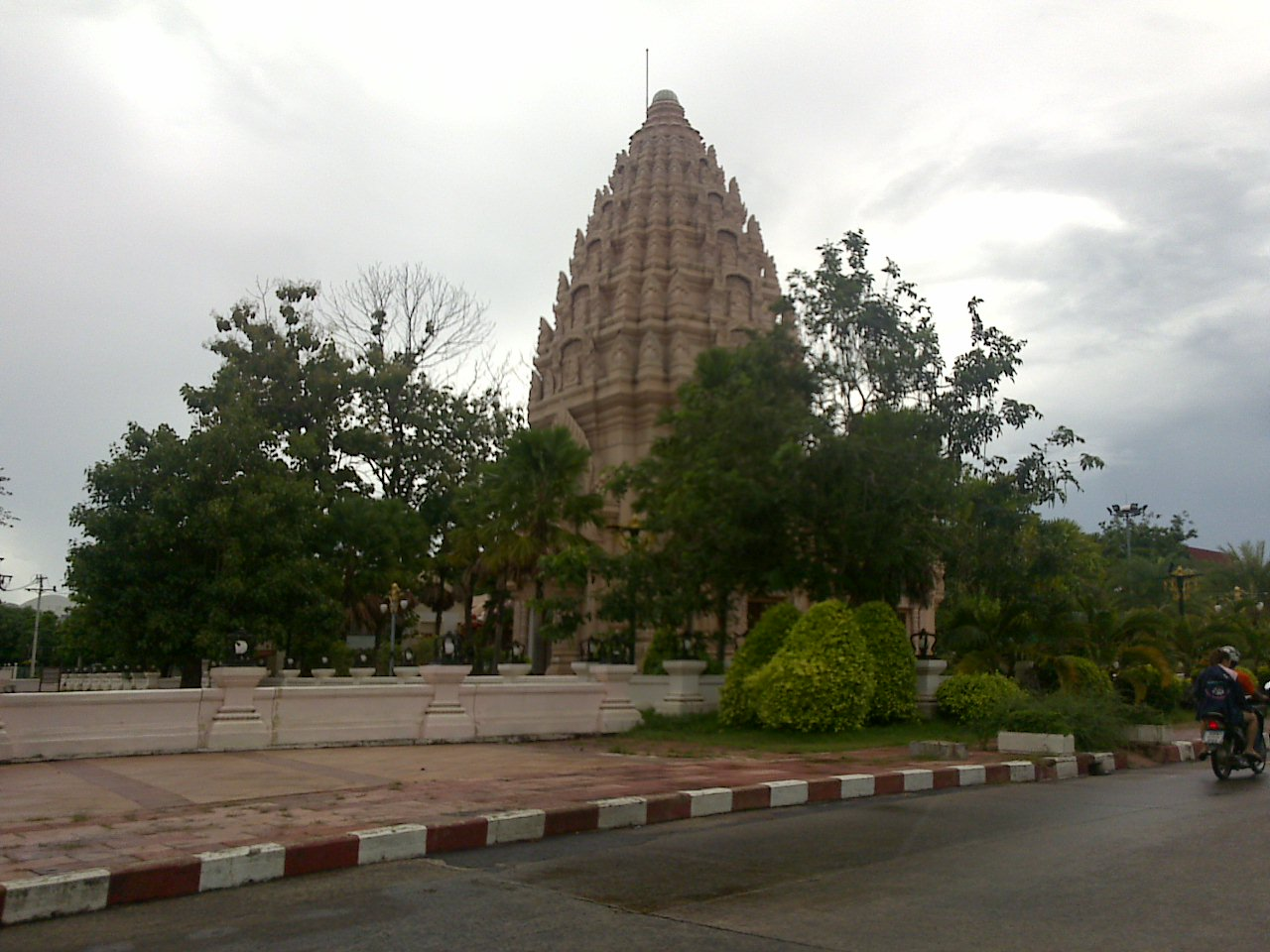
Le pilier de la ville de Buriram est similaire à Prasat Phnom Rung

## Subdivisions

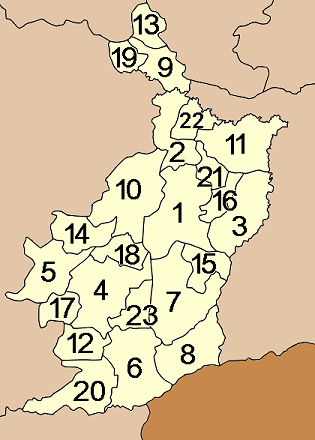
Carte des amphoe de la province de Buriram.

Buriram est subdivisée en 23 districts (amphoe) : Ces districts sont eux-mêmes subdivisés en 189 sous-districts (tambon) et 2 212 villages (muban).

## Monuments
- Prasat Ban Bu
- Prasat Phnom Rung
- Kuti Reussi n°1